# Cyrtandra libauensis
Cyrtandra libauensis är en tvåhjärtbladig växtart som beskrevs av Olive Mary Hilliard. Cyrtandra libauensis ingår i släktet Cyrtandra och familjen Gesneriaceae. Inga underarter finns listade i Catalogue of Life.